# Borovîkî, Cernihiv
Borovîkî (în ucraineană Боровики) este localitatea de reședință a comunei Borovîkî din raionul Cernihiv, regiunea Cernihiv, Ucraina.

## Demografie
Componența lingvistică a localității Borovîkî
     Ucraineană (99,16%)
     Alte limbi (0,84%)
Conform recensământului din 2001, majoritatea populației localității Borovîkî era vorbitoare de ucraineană (99,16%), existând în minoritate și vorbitori de alte limbi.